# Torsten Lilliecrona
Torsten Casimir Wilhelm Florusson Lilliecrona (* 4. Januar 1921 in Jönköping; † 15. Oktober 1999 in Höganäs) war ein schwedischer Schauspieler.
Lilliecrona brach seine Schulausbildung ab, um sich seiner Schauspielkarriere zu widmen. Nachdem er Schauspielunterricht bei Gabriel Alw genommen hatte, wurde er 1940 an der Dramatens elevskola angenommen. Er kehrte nach einem Aufenthalt in Finnland beim Wasa-Theater nach Schweden zurück, wo er an verschiedenen privaten Theatern engagiert wurde. Seinen Durchbruch erlangte er 1953 durch die Komödie Trasiga änglar. Anfang der 1960er Jahre war er Mitglied des Fernsehtheater-Ensembles.
1962 wurde Lilliecrona am Stadttheater in Göteborg engagiert, wo er bis 1992 tätig war. Richtig bekannt und beliebt wurde er schließlich 1964 durch seine Rolle als der liebe, aber ungeschickte Melcher in Astrid Lindgrens Fernsehserie Ferien auf der Kräheninsel, der die Filme Tjorven, Bootsmann und Moses (ebenfalls 1964), Tjorven und Skrollan (1965) und Tjorven und Mysak (1966) nachfolgten. Allerdings hatte diese Rolle auch einen negativen Effekt für seine Karriere, da seine Person so stark mit der des Melcher Melcherson verbunden war, dass er Schwierigkeiten hatte, in den folgenden Jahren andere Rollen in Film oder Fernsehen zu bekommen.

## Filmografie (Auswahl)
- 1953: Die Zeit mit Monika (Sommaren med Monika)
- 1954: Herrn Arnes Schatz (Herr Arnes penningar)
- 1955: Susi und Strolch (Lady and the Tramp, Stimme von Bull in der schwedischen Synchronisation)[1]
- 1964: Ferien auf der Kräheninsel (Vi på Saltkråkan)
- 1964: Der verwunschene Prinz (Tjorven, Båtsman och Moses)
- 1965: Das Trollkind (Tjorven och Skrållan)
- 1966: Die Seeräuber (Tjorven och Mysak)
- 1968: Auch Engel baden manchmal nackt (Pappa varför är du arg? Du gjorde likadant själv när du var ung)